# Instanciação universal
Na lógica de predicados a Instanciação Universal (IU, também chamada Especificação Universal ou Eliminação Universal, e algumas vezes confundido com Dictum de omni) é uma regra de inferência válida a partir de uma verdade sobre cada membro de uma classe de indivíduos para a verdade sobre um grupo particular daquela classe. É geralmente dada como uma regra de quantificação para o quantificador universal, contudo também pode ser codificado em um axioma. Esse é um dos princípios utilizados na Lógica de primeira ordem.

Exemplo: 
Em símbolos a regra em um esquema de axioma é
{\displaystyle \forall x\,A(x)\Rightarrow A(a/x),}
para algum termo a onde {\displaystyle A(a/x)}  é o resultado da substituição de a em todas as ocorrências de x em A.
E como uma regra de inferência é:
de  ⊢ ∀x A infer ⊢ A(a/x),
sendo A(a/x) o mesmo que foi mostrado acima.
Irving Copi  notou que a Instanciação universal "...resulta de variantes das regras para 'dedução natural',que foram elaboradas de forma independente por Gerhard Gentzen e Stanisław Jaśkowski em 1934." 

## Quine
Instanciação Universal e Generalização existencial são dois aspectos de um único principio, para ao invés de dizer que "∀x x=x" implica "Socrates=Socrates", nós  poderíamos assim dizer que a contradição "Socrates≠Socrates"' implica "∃x x≠x". O principio embutido nessas duas operações é a ligação entre  quantificações  e os enunciados singulares que estão relacionados a eles como instâncias. No entanto é um principio somente por cortesia. Isso ocorre somente no caso onde há denominações nos termos, e, além do mais, por referência.